# Associazione Polisportiva Rivarolese 1930-1931
Questa pagina raccoglie i dati riguardanti l'Associazione Polisportiva Rivarolese nelle competizioni ufficiali della stagione 1930-1931.

## Rosa
| N. |                   | Ruolo | Calciatore       |
| -- | ----------------- | ----- | ---------------- |
|    | Italia (bandiera) | A     | Bossalino        |
|    | Italia (bandiera) | C     | Angelo Camarosti |
|    | Italia (bandiera) | D     | Luigi Delfino    |
|    | Italia (bandiera) | C     | Dario De Martini |
|    | Italia (bandiera) | A     | Rodolfo Landini  |

| N. |                   | Ruolo | Calciatore    |
| -- | ----------------- | ----- | ------------- |
|    | Italia (bandiera) | A     | Luigi Pantani |
|    | Italia (bandiera) | D     | Rossi         |
|    | Italia (bandiera) | D     | Rossini       |
|    | Italia (bandiera) | D     | Roberto Rusca |
|    | Italia (bandiera) | P     | Scionico      |